# Licinia (Vestalin)
Licinia war eine im 1. Jahrhundert v. Chr. lebende vornehme Römerin. Sie entstammte dem Plebejergeschlecht der Licinier und war eine Vestalin.
73 v. Chr. erfolgte eine Anklage gegen Licinia wegen unerlaubten Verkehrs mit dem Triumvirn Marcus Licinius Crassus. Weil dieser ihr den Hof jedoch nur deshalb gemacht hatte, um eines ihrer Landgüter billig erwerben zu können, wurde sie freigesprochen. Als Lucius Cornelius Lentulus Niger 64 v. Chr. zum Flamen Martialis geweiht wurde, gehörte Licinia zu den Teilnehmern des bei dieser Gelegenheit abgehaltenen Festmahls der Priester. 63 v. Chr. förderte sie den Wahlkampf ihres zu den Kandidaten für das Konsulat des nächsten Jahres gehörenden Verwandten Lucius Licinius Murena auf eine besondere Weise: Bei der Veranstaltung von Spielen, bei denen Gladiatoren auftraten, durfte Murena Licinias Platz einnehmen. Murenas Bewerbung war erfolgreich, so dass er 62 v. Chr. Konsul wurde.